# Ruine Stöffeln
Die Ruine Stöffeln ist die Ruine einer Höhenburg auf dem 736,4 m ü. NN hohen Stöffelberg im Stadtteil Gönningen der Baden-württembergischen Stadt Reutlingen im Landkreis Reutlingen. Für Konrad Albert Koch war Burg Stöffeln „eine der größten Burgen, nicht nur auf der Schwäbischen Alb, sondern des Landes Württemberg“.

## Geschichte
Die Burg wurde im 12. Jahrhundert von den Edelfreien von Stöffeln erbaut und 1055 als Stofola erwähnt. Um 1300 mussten die Herren von Stöffeln die Burg und die Stadt an Graf Eberhard von Württemberg verkaufen, und 1388 wurde die Burg im Städtekrieg von Reutlingen zerstört und verfiel. 1885 gab es erste Ausgrabungen. Im Frühjahr 1930 fand unter der Leitung von Konrad Albert Koch eine weitere Ausgrabung statt.

## Beschreibung
Die Burganlage bestand aus zwei Burgen – westliche Vorderburg und östliche Hinterburg – mit einer dazwischenliegenden Vorburg. Zwei in den Felsen getriebene Abschnittsgräben sonderten die Vorburg gegen die Hinterburg und Vorderburg ab. Östlich der Hinterburg lassen sich aber ebenfalls Befestigungen ausmachen: beim Betreten der Burg von Osten kommend musste man bis zur Hinterburg insgesamt fünf Gräben überwinden. Auf die ersten drei Gräben folgte wahrscheinlich jeweils eine Toranlage. Zwischen dem letzten dieser drei Tore und dem nächstwestlichen Graben befand sich eine ausgedehnte Freifläche, von Konrad Albert Koch als „Tummel- oder Reitplatz“ interpretiert. Weiter westlich dieser Freifläche bis zur Hinterburg lag ein sehr breiter und tiefer Halsgraben, auf welchen die Hinterburg folgte. Diese hatte rechteckigen Grundriss mit einer 2,7 Meter starken Schildmauer gegen den östlichen Halsgraben, einen über Eck gestellten quadratischen Bergfried mit einer Grundfläche von 5,9 mal 6,2 Metern und mit einer Mauerstärke von 1,9 Metern. Innerhalb der Hinterburg befand sich der Palas mit fünf Räumen. Auf dem Weg weiter zur östlichen Vorderburg musste ein Graben, die Vorburg und ein weiterer Graben überwunden werden. Die Vorburg scheint ebenfalls mit einer Mauer befestigt gewesen zu sein. Die Vorderburg beschrieb einen Viertelkreis, hatte zwei Türme an der östlichen Angriffsseite und möglicherweise zwei weitere Gebäude innerhalb der Ringmauer.
Aufgrund der Keramiklesefunde kann der Bau der Vorderburg auf die erste Hälfte des 12. Jahrhunderts datiert werden. Die Vorderburg wurde scheinbar später zugunsten der Hinterburg aufgegeben, wann ist unklar. Die Hinterburg könnte im frühen 13. Jahrhundert entstanden sein.
Heute sind von der Anlage oberirdisch noch Wall-, Graben- und Mauerreste zu sehen.

## Bewohner
Die Edelfreien von Stöffeln werden 1181 erstmals als Besitzer und Bewohner der Burg Stöffeln genannt. Die Burg Hohenstöffeln diente der Familie Stöffeln bis zum Jahre 1300 als Hauptwohnsitz. Es lassen sich von 1181 bis 1300 fünf Generationen der Stöffeln unterscheiden, deren genealogisches Verhältnis nicht immer gesichert ist. In der vierten Generation spaltete sich mit Cunradus de Winberg (genannt 1271–1281) die Weinberger Linie ab, welche auf Burg Weinberg bei Metzingen saß. Die fünfte und letzte Generation der Familie Stöffeln auf Burg Stöffeln bildeten die drei Brüder Cuno, Cunrat und Albreht von Stöffeln, Söhne des Albert von Stöffeln. Diese drei Brüder überließen 1300 Graf Eberhard von Württemberg genannt der Erlauchte Burg Stöffeln und Stadt Gönningen.